# Stanislaus Ossowski
Stanislaus (auch: Stanislaw Waskiewicz d’) Ossowski (* 1765 oder 1766; † 10. Oktober 1802 in Wien) war ein Musiker und Komponist in Wien zu Ende des 18. und zu Beginn des 19. Jahrhunderts.

## Leben
Stanislaus Ossowski lebte im Wien des ausgehenden 18. Jahrhunderts. Er war ein beliebter Musiker, der bei vielen Tanzveranstaltungen und Bällen in den großen Tanzsälen wie dem Casino und der Redoute in der Faschingssaison der 1790er Jahre Erfolge feierte. Viele seiner beliebten Tänze für Orchester erschienen für die jeweils anstehende Saison im Druck. Um die Musik auch in den Städten den Provinzen des Kaiserreichs bekannt zu machen, erschienen die Tänze oft für kleinere Besetzungen und als Klavierauszug.

## Werke (Auswahl)
- 1787: 12 Menuette und 12 deutsche Tänze nach der beliebten Oper Una cosa rara. Die Tänze wurden im Casino aufgeführt und erschienen 1787 bei Weidmann in Wien im Druck.[1]
- Faschingssaison 1791/1792: 12 Deutsche aus der Oper „Die Zauberflöte“ von weiland Herrn Mozart mit allen Stimmen, 12 Schäfer Deutsche, oder charakteristische Fantasien,  wo die Charaktere in jedem Exemplar angemerkt sind, welche zum Langaus ganz neu erfunden wurden auch Klavierauszug, 12 Menuetti arioso mit allen Stimmen und im Klavierauszug, 12 Deutsche nach ungarischem Geschmack, mit allen Stimmen, 6 Contretänze nach der neuesten Art, wovon die meisten dreitheilig sind,[3]  6 Polonaises & 6 Trio, dem Comte Urbansky gewidmet, 6 Kosakische a 2 Violini e Basso nach dem ächten Nationalgeschmack, 12 Ländlerische für eine Violin verfasst von einem österreichischen Landgeiger mit Klavierfassung, 12 Deutsche aus der Oper „Der Fagottist“ mit allen Stimmen und Klavierauszug, 12 Jagddeutsche mit allen Stimmen und im Klavierauszug, 12 Deutsche aus der Oper „La Molinara“ (von Giovanni Paisiello) mit allen Stimmen und im Klavierauszug, 12 Menuette aus der Oper La Molinara mit allen Stimmen und im Klavierauszug, 12 Überraschungsdeutsche mit allen Stimmen, 12 Menuetti mit allen Stimmen, Menuetto concertant mit sechs Variationen mit allen Stimmen, 6 Ungarische für zwei Violinen und Bass und im Klavierauszug, 6 Polonaises der Comtesse de Potocka gewidmet für Klavier, 12 Deutsche nach ländlichem Geschmack mit allen Stimmen,[4] 12 Überraschungsmenuette vollstimmig, 12 Deutsche, 12 a la Mongolfier, vollstimmig, 12 Deutsche vollstimmig[5], 6 Contratänze mit Touren von den schönsten Arien aus der Zauberflöte mit allen Stimmen und Klavierauszug.[6]
- Mai 1792: 12 Variationen für Violine und Bass, 1792[7]
- Faschingssaison 1792/1793: 12 Deutsche Tänze Aus der Zauber Flöte a 2 Violini 2 Oboe 2 Corni flautopiccolo e Basso Del Sig Sta d'Ossowskj RISM ID: 551006050, 12 Deutsche Tänze Aus der Oper Pizzichi oder die Fortsetzung vom Fagottisten, Zweiter Teil von Wenzel Müller, 12 Jagddeutsche von eigener Erfindung eingerichtet zum Langaus, 2. Teil, 12 Menuetti von eigener Erfindung, 12 Menuetti von ganz neuer Erfindung für zwei Violinen und Violoncello für die kleinen Hausbälle, 12 Deutsche Tänze für zwei Violinen und Violoncello, Sechs Polnische Tänze, 12 Ländlerische, 6 Contretänze mit Touren aus der Zauberflöte, 6 Ungarische zu 3 Stimmen, 6 Kosakische zu 3 Stimmen[4]
- 1794: 12 Menuette, 12 Deutsche a la Vigano, 12 Jagddeutsche, 6 Kontretänze dem Fürst Poniatowsky gewidmet, 3 Pelonesi a tre, 1794[8]
- 1795: 12 Menuette leicht zum Produzieren, dreistimmig, 12 Deutsche dreistimmig, 6 Contretänze vollstimmig,
- 12 Pompose Redout-Menuette für Provinzialstätter, 1796[9]
- 12 Jagddeutsche, 1796[9]
- 12 Menuetti für zwei Violinen und Violoncello für kleine Hausbälle, 1796[9]
- 6 neue Contretänze, 1796[9]
- 6 Polonese, 1796[9]
- 12 Menuette, Kozeluch, Wien, 1797[10]
- 12 Jagddeutsche mit Coda, worin eine beliebte Melodie aus dem Tyroler Wastel (von Jakob Haibel)angebracht ist, Kozeluch, Wien, 1797[10]
- 6 Ländlerische, auf ganz neue Art. Kozeluch, Wien, 1797[10]
- Der Ländler (Walzer) Augustin mit sechs Veränderungen in C-Dur, Leopold Anton Koželuh, Wien, 1798. Die Allgemeine musikalische Zeitung schreibt: Liebhabern solcher Kleinigkeiten und sogar Anfängern zu empfehlen, da er nicht nur leicht, sondern auch gefällig und gut ins Gehör fallend bearbeitet ist.[11]
- 12 Menuette mit 12 Trio mit Trompeten und Pauken für ein großes Orchester, Wien, 1802 Die Tänze wurden in der k. k. Redoute aufgeführt.[2]
- 12 Redout Deutsche und 12 Trio samt einer Coda militare, Wien, 1802 Die Tänze wurden in der k. k. Redoute aufgeführt.[2]
- 12 Ländler mit Coda, Wien, 1802 Die Tänze wurden in der k. k. Redoute aufgeführt.[2]

- Ein Ländler Sechs mahl varirt für das Clavier  Nr. 2, Leopold Anton Koželuh, Wien RISM ID: 990047489OCLC 1225793575
- Six variations pour le clavecin ou pianoforte sur l'air allemande: „Stiglitz! Stiglitz! s'Zeiserl is krank“  Nr. 3  Leopold Anton Koželuh, Wien RISM ID: 990047490,  Eleonore Christine Karoline von Knobloch (1769–1810) gewidmet RISM ID: 551007175

- Douze variations sur le teme [!] de Wetzstein, avec deux Duma à la Russe, pour le clavecin ou piano forte, Nr. 5, Leopold Anton Koželuh, Wien RISM ID: 990047491, Manuskript, Staatsbibliothek, Berlin RISM ID: 452021162
- Six variations sur l'air „Bin i nit an schöna Kohlbauern Bou“, pour le clavecin ou piano-forte Nr. 6, Leopold Anton Koželuh, Wien RISM ID: 990047492
- 6 Danses hongroises pour le fortepiano ou clavecin, Hoffmeister, Wien RISM ID: 991023206
- 12 Walzes pour le fortepiano, ou clavecin., Hoffmeister, Wien, 1804[Digitalisat 1] OCLC 999399815
- XII Ländler Tänze aus dem K: K: Kleinen Redouten Saale, im Klavier Auszuge, Josepf Eder, Wien RISM ID: 990047493
- XII Deutsche Tänze mit 12 Trio und einem militärischen Coda aus dem K: K: Kleinen Redouten Saale, im Klavierauszuge, Josepf Eder, Wien RISM ID: 991023205

- 12 Deutsche Tänze für das Forte Piano RISM ID: 992006648

## Digitalisate
1. ↑  12 Walzer als Digitalisat bei Google Books

| Personendaten    | Personendaten                                           |
| ---------------- | ------------------------------------------------------- |
| NAME             | Ossowski, Stanislaus                                    |
| ALTERNATIVNAMEN  | Ossowski, Stanislaw Waskiewicz d'; Ossowsky, Stanislaus |
| KURZBESCHREIBUNG | Musiker und Komponist                                   |
| GEBURTSDATUM     | 1765 oder 1766                                          |
| STERBEDATUM      | 10. Oktober 1802                                        |
| STERBEORT        | Wien                                                    |